# آبی آکسفورد

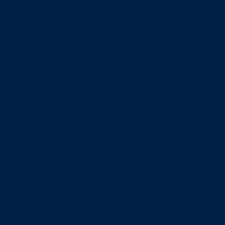
آبی آکسفورد

رنگ آبی آکسفورد (یا آبی سرمه‌ای) رنگ رسمی دانشگاه آکسفورد است. دستورالعمل‌های رسمی برندسازی آکسفورد، تعریف آبی آکسفورد را به عنوان پانتون ۲۸۲، معادل کد هگزا #002147 تعیین می‌کند.
این فام با کد رنگ ۲۱۲ رنگ بسیار تیره‌ای از لاجوردی است.